# Смешанные
«Сме́шанные» (англ. Blended) — американская романтическая кинокомедия 2014 года, снятая Фрэнком Корачи по сценарию Клэр Серы и Ивана Менчелла. Главные роли в фильме исполняют Адам Сэндлер и Дрю Бэрримор. Это третий фильм с участием Сэндлера и Бэрримор, ранее вместе снимавшихся в комедиях «Певец на свадьбе» (1998) и «50 первых поцелуев» (2004), первая из которых была также снята Корачи. В США фильм получил рейтинг PG-13

## Сюжет
Одинокий отец Джим и одинокая мать Лорен оказываются на свидании вслепую в ресторане Hooters. Встреча обернулась катастрофой и они решили разойтись, однако при этом в магазине они нечаянно обменялись кредитными картами. Приехав к Лорен, чтобы отдать ей карточку и забрать у неё свою, Джим случайно узнал, что у него есть возможность выкупить горящую путёвку в Африку на роскошный семейный курорт. К сожалению для Джима, Лорен тоже захотела выкупить половину путёвки, так что спустя некоторое время они и их дети снова повстречались — в Африке. Так как они поехали по одной и той же путёвке, им придется делить между собой один и тот же гостиничный номер и терпеть общество друг друга во время экскурсий и развлечений. Но детям Лорен Джим понравился, а детям Джима понравилась Лорен, друг другу они тоже понравились. На последнем свидании Джим не смог поцеловать Лорен, и они разъехались по своим домам. Но друг Джима уговорил съездить к Лорен и попробовать начать всё заново, ему в этом помешал бывший муж Лорен, наврав, что они снова сходятся, и Джим уехал. Однажды ночью дочь Джима сказала, что скучает по Лорен. Джим и его дочери приехали на бейсбол к сыну Лорен, где Джим и Лорен наконец объединили свои семьи.

## Актёрский состав
- Адам Сэндлер — Джим Фридман
- Дрю Бэрримор — Лорен Рейнольдс
- Белла Торн — Хиллари «Ларри» Фридман
- Эмма Фурманн — Эспн Фридман
- Брэкстон Бекхэм — Брендан Рейнольдс
- Аливия Элин Линд — Луиз «Лу» Фридман
- Кайл Рэд Сильверстайн — Тайлер Рейнольдс
- Терри Крюс — Никенс
- Кевин Нилон — Эдди Уорник
- Джессика Лоу — Джинджер Уорник
- Зак Генри — Джейк Уорник
- Алексис Аркетт — Джорджина
- Венди Маклендон-Кови — Джен Палмер
- Шакил О’Нил — Даг
- Абдулаи Н’Гом — Мфана
- Джоэл Макхейл — Марк
- Дэн Патрик — Дик
- Лорен Лэпкус — Трэйси
- Дейл Стейн — в роли самого себя

## Награды
2015 — «Золотая малина» — номинации: Худшая мужская роль (Адам Сэндлер), Худшая женская роль (Дрю Бэрримор), Худшая мужская роль второго плана (Шакил О’Нил).